# Djeballah Khemissi
Djeballah Khemissi è un comune dell'Algeria, situato nella provincia di Guelma.